# Finley Township (comté de Webster, Missouri)
Pour l’article homonyme, voir Finley Township (Missouri).
Finley Township est un township inactif, situé dans le comté de Webster, dans le Missouri, aux États-Unis,.
Le township est fondé en 1855 et baptisé en référence au cours d'eau Finley Creek (en).

### Source de la traduction
- (en) Cet article est partiellement ou en totalité issu de l’article de Wikipédia en anglais intitulé « Finley Township, Webster County, Missouri » (voir la liste des auteurs).